# ۹۹ خانه
۹۹ خانه (انگلیسی: 99 Homes) فیلمی در ژانر درام به کارگردانی رامین بحرانی است که در سال ۲۰۱۴ منتشر شد. از بازیگران آن می‌توان به اندرو گارفیلد و کالن موس اشاره کرد.

## خلاصه داستان
داستان در مورد پدری است که تلاش دارد خانه‌ای را که اعضای خانواده‌اش به دلیل همکاری او با یک بنگاه‌دار حریص از آن بیرون رانده شده‌اند را پس بگیرد و…